# (4007) Euryale
(4007) Euryale, désignation internationale (4007) Euryalos, est un astéroïde troyen jovien.

## Description
(4007) Euryale est un astéroïde troyen jovien, camp grec, c'est-à-dire situé au point de Lagrange L4 du système Soleil-Jupiter. Il fut découvert le 19 septembre 1973 par Cornelis Johannes van Houten, Ingrid van Houten-Groeneveld et Tom Gehrels à l'Observatoire Palomar.
Il présente une orbite caractérisée par un demi-grand axe de 5,172 UA, une excentricité de 0,056 et une inclinaison de 11,0° par rapport à l'écliptique.
Il est nommé en référence au personnage de la mythologie grecque Euryale, acteur du conflit légendaire de la guerre de Troie.

## Compléments